# Amphiodia orientalis
Amphiodia orientalis är en ormstjärneart som beskrevs av Yin-Xia Liao 2004. Amphiodia orientalis ingår i släktet Amphiodia och familjen trådormstjärnor. Inga underarter finns listade i Catalogue of Life.